# Лоян
Лоя́н (кит. трад. 洛陽, упр. 洛阳, пиньинь Luòyáng) — городской округ на западе провинции Хэнань в Китае; на востоке он примыкает к городскому округу Чжэнчжоу, где размещается правительство провинции Хэнань.
Лоян является важным историческим и культурным центром Китая: он был столицей 13 династий и служил в качестве столицы самое длительное время в истории страны.

## История
Эти земли были заселены уже в глубокой древности. В 2070 г. до н. э. правитель легендарной династии Ся Тай Кан переместил столицу к месту, где в реку Лохэ впадает река Ихэ, город был назван Чжэньсюнь (斟鄩). В XVI веке до н. э. шанский правитель Тан, победив Ся, основал свою столицу Сихао (西豪) в местности, соответствующей Шисянгоу в городском уезде Яньши.
После того, как У-ван сверг династию Шан, и основал династию Чжоу, его преемник Чжоу-гун, чтобы заселить пустующие восточные земли, основал на северном берегу реки Лохэ в местности Лои (洛邑) город Чэнчжоу (成周), который заселила аристократия прежней династии Шан. В 770 до н. э. чжоуский правитель Пин-ван перенёс сюда столицу страны, начав тем самым исторический период Восточной Чжоу; город получил название Ванчэн (王城, «город вана»). В 510 до н. э. город был разрушен в междоусобицах, но за год отстроен заново по повелению императора.
После того, как царство Цинь завоевало все прочие царства и создало первую в истории страны централизованную империю, был создан округ Саньчуань (三川郡), власти которого разместились в этих местах. Когда Лю Бан основал империю Хань, то сначала сделал её столицей Лоян, но затем перенёс её в Чанъань; округ Саньчуань был переименован в Хэнань (河南郡), а его власти по-прежнему размещались в этих местах. Во времена диктатуры Ван Мана город был переименован в Иян (宜阳). В 25 году н. э. Иян, переименованный в Лоян (雒阳), стал столицей восстановленной Восточной империи Хань. В 68 году в городе был основан Храм Белой Лошади — первый буддийский храм в Китае (храм сохранился до сих пор, однако в 1500 он был полностью перестроен). Первым монахом, проповедовавшим буддизм в Лояне, был Ань Шигао.
Когда Цао Пэй низложил правителя империи Хань и провозгласил образование царства Вэй, то оставил Лоян столицей (изменив написание названия на 洛阳). Когда Сыма Янь сверг правящую в Вэй династию и провозгласил империю Цзинь, то также оставил столицей Лоян. Империя Цзинь пала под натиском варваров, город был почти полностью разрушен, а столица перенесена в Нанкин; Лоян при этом был переименован в Чжунцзин (中京, «Средняя столица»).
При империи Северная Вэй Лоян стал с 436 года административным центром области Лочжоу (洛州), а в 493 году туда вновь была перенесена столица страны. Тогда были построены знаменитые Пещеры Лунмэнь, в которых помещалось более 30 тысяч статуй Будды. После распада Северной Вэй эти земли перешли под контроль Северной Ци, которая потом была завоёвана Северной Чжоу. Властями Северной Чжоу Лоян был переименован в Дунцзин (东京, «Восточная столица»).
В 581 году вновь объединившая весь Китай империя Северная Чжоу была переименована в Суй. В 605 году император Ян-ди перенёс столицу на восток, выстроив новый Лоян восточнее того места, где находился чжоуский Ванчэн и западнее того места, где находился город при империях Хань и Вэй; в том же году область Лочжоу была переименована в Юйчжоу (豫州; в 607 году она опять стала округом Хэнань, а в 618 году — вновь областью Лочжоу).
Сменившая в 617 году империю Суй империя Тан оставила Лоян столицей, переименовав его в 657 году в Дунду (东都, «Восточная столица»). В 621 году помимо уезда Лоян и области Лочжоу (в которую входило 9 уездов) была образована ещё и Лоянская управа (которой подчинялось 9 областей), власти которой также разместились в Лояне. В 627 году страна была разделена на 10 регионов-дао, и Лоян был подчинён региону Хэнань (河南道). В 713 году область Лочжоу была переименована в Хэнаньскую управу (河南府). Императрица У Цзэтянь в 690 году переименовала город в Шэньду (神都, «Священная столица»), а в 740-х годах город был вновь переименован в Дунцзин.
В 907 году империя Тан пала, и наступила Эпоха пяти династий и десяти царств. Из пяти короткоживущих династий, властвовавших над Центральными равнинами, во времена Поздней Лян, Поздней Тан и Поздней Цзинь Лоян служил основной столицей, а во времена Поздней Хань и Поздней Чжоу — вспомогательной; в этот период Лоян оставался политическим, экономическим и культурным центром Китая.
После образования империи Сун Лоян стал Западной столицей страны и местом расположения властей Хэнаньской управы. Здесь была основана «Академия сынов государства», готовящая высшие чиновничьи кадры. Когда эти земли захватила чжурчжэньская империя Цзинь, то Лоян стал Средней столицей, а Хэнаньская управа была переименована в Цзиньчанскую управу (金昌府).
После монгольского завоевания Лоян навсегда утратил столичный статус, и оставался лишь местом пребывания властей Хэнаньской управы. При империи Мин Хэнаньской управе подчинялись 10 уездов и 2 княжества.
После Синьхайской революции в Китае была проведена реформа структуры административного деления, и в 1913 году Хэнаньская управа была упразднена. В 1923 году в Лоян переехали власти провинции Хэнань. Когда в 1932 году японцы попытались захватить Шанхай, то Лоян был объявлен временной столицей Китайской республики. Когда во время японо-китайской войны почти весь Северный Китай оказался под японской оккупацией, то Лоян стал прифронтовым городом, здесь разместился штаб 1-го военного района, а с 1939 года сюда вновь перебрались власти провинции Хэнань.
Во время гражданской войны Лоян был взят войсками коммунистов в 1948 году. Урбанизированная часть уезда Лоян была выделена в отдельную административную единицу — город Лоян, а в 1949 году был образован Специальный район Лоян (洛阳专区), объединивший полтора десятка административных единиц уездного уровня. В 1954 году город Лоян был выведен из подчинения Специального района, и подчинён напрямую властям провинции Хэнань; город при этом был разделён на Район № 1, Район № 2 и Пригородный район. В 1955 году был расформирован уезд Лоян, а его территория частично вошла в состав города Лоян, а частично — в состав соседних административных единиц. В 1956 году в составе Лояна были образованы районы Лаочэн и Сигун, а в 1957 — район Чаньхэ. В 1958 году Лоян был понижен в статусе до уездного уровня и вновь подчинён властям Специального района, но в 1964 году снова стал городом провинциального подчинения.
В 1969 году Специальный район Лоян был переименован в Округ Лоян (洛阳地区). В 1971 году в состав города Лоян был передан уезд Мэнцзинь, но в 1976 году он вновь был возвращён в подчинение округу. В 1982 году район Лобэй был переименован в Лаочэн, а также был создан район Цзили. В 1983 году в подчинение властям Лояна были переданы уезды Мэнцзинь, Синьань и Яньши.
В 1986 году был расформирован округ Лоян, а вместо него образованы городские округа Лоян, Саньмэнься и Пиндиншань; уезды Луаньчуань, Сунсянь, Жуян, Иян, Лонин и Ичуань вошли в состав городского округа Лоян.
В 1993 году уезд Яньши был преобразован в городской уезд.

## Административно-территориальное деление
Городской округ Лоян делится на 6 районов, 1 городской уезд, 8 уездов:
| Карта | Статус                | Название   | Иероглифы       | Пиньинь | Население (2010 прим.) | Площадь (км²) | Плотность населения (/км²) |
| --- | --------------------- | ---------- | --------------- | ------- | ---------------------- | ------------- | -------------------------- |
| ① ② ③ ④ ⑤ Лолун Мэнцзинь Синьань Луаньчуань Сунсянь Жуян Иян Лонин Ичуань Яньши ① Лаочэн ② Сигун ③ Чаньхэ ④ Цзяньси ⑤ Цзили |                       |            |                 |         |                        |               |                            |
| Район | Лаочэн                | 老城区     | Lǎochéng qū     | 150 000 | 57                     |               |                            |
| Район | Сигун                 | 西工区     | Xīgōng qū       | 360 000 | 56                     |               |                            |
| Чаньхэ-Хуэйский район | Чаньхэ-Хуэйский район | 瀍河回族区 | Chánhé Huízú qū | 180 000 | 34                     |               |                            |
| Район | Цзяньси               | 涧西区     | Jiànxī qū       | 530 000 | 89                     |               |                            |
| Район | Цзили                 | 吉利区     | Jílì qū         | 70 000  | 80                     |               |                            |
| Район | Лолун                 | 洛龙区     | Luòlóng qū      | 660 000 | 303                    |               |                            |
| Городской уезд | Яньши                 | 偃师区     | Yǎnshī shì      | 620 000 | 668                    |               |                            |
| Уезд | Мэнцзинь              | 孟津县     | Mèngjīn xiàn    | 470 000 | 759                    |               |                            |
| Уезд | Синьань               | 新安县     | Xīn'ān xiàn     | 540 000 | 1160                   |               |                            |
| Уезд | Луаньчуань            | 栾川县     | Luánchuān xiàn  | 340 000 | 2478                   |               |                            |
| Уезд | Сунсянь               | 嵩县       | Sōng xiàn       | 590 000 | 3009                   |               |                            |
| Уезд | Жуян                  | 汝阳县     | Rǔyáng xiàn     | 480 000 | 1325                   |               |                            |
| Уезд | Иян                   | 宜阳县     | Yíyáng xiàn     | 690 000 | 1666                   |               |                            |
| Уезд | Лонин                 | 洛宁县     | Luòníng xiàn    | 520 000 | 2350                   |               |                            |
| Уезд | Ичуань                | 伊川县     | Yīchuān xiàn    | 860 000 | 1243                   |               |                            |

## Экономика
Лоян является крупным торгово-финансовым, логистическим и промышленным центром провинции Хэнань. 

### Промышленность
В Лояне развиты машиностроение (локомотивы, трактора, бульдозеры, грузовики, мотоциклы и дизельные двигатели), нефтехимия, стекольная, текстильная, швейная и пищевая промышленность, производство электротехники, стройматериалов и керамических изделий.
В Лояне расположены нефтехимический комбинат Sinopec Group, завод цветной металлургии China Molybdenum (молибден, вольфрам, ниобий и кобальт), локомотивостроительный завод CRRC Luoyang Locomotive, завод сельскохозяйственной и строительной техники YTO Group (подразделение China National Machinery Industry Corporation), завод горнодобывающей техники CITIC Heavy Industries, моторный завод Henan Diesel Engine Industry, мотоциклетные заводы Northern Enterprises Group и Volfone, электротехнический завод AVIC Jonhon Optronic Technology, подшипниковый завод Luoyang Bearing Group, завод листового стекла Luoyang Glass, ликёрный завод Dukang Distillers Holdings.
Деревня Наньшишань славится производством танской трехцветной керамики. По состоянию на 2023 год изготовлением этих цветных керамических изделий занимались 68 предприятий и более 2 тыс. жителей деревни. Годовой объём производства составлял около 350 млн юаней (более 48 млн долл. США).

## Транспорт

### Авиационный
Коммерческие авиаперевозки города обслуживает аэропорт Лоян Бэйцзяо.

### Метрополитен
В марте 2021 года введена в эксплуатацию 1-я линия Лоянского метрополитена. Линия имеет протяжённость в 25 км и насчитывает 19 станций. В декабре 2021 года открылась 2-я линия метрополитена протяжённостью 18,3 км, имевшая 15 станций.

## Образование
- Хэнаньский научно-технологический университет
- Лоянский технологический колледж
- Лоянский педагогический колледж
- Лоянский колледж иностранных языков Китайской народно-освободительной армии

## Достопримечательности
- Пещеры Лунмэнь, в ноябре 2000 года получившие статус объекта всемирного наследия ЮНЕСКО
- Храм Белой Лошади в 12 км к востоку от центра города
- Гуаньлинь — комплекс храмов в честь маршала Гуань Юй, героя эпохи Троецарствия, недалеко от пещер к югу от города
- Лоянский музей исторических саркофагов
- Лоянский музей
- Парк Ванчен (zh:周王城公園) — крупнейший комплексный парк провинции, осн. в 1955 году, расположен на археологическом раскопе столицы эпохи Чжоу. Парк является одним из мест проведения ежегодной «Ярмарки пионов» (zh:中国洛阳牡丹文化节)
- Национальный парк пионов — построен в 1984 году[10]
- Музей руин Эрлитоу — открыт в 2019 году в районе Яньши на руинах городища Эрлитоу, которое было столицей династии Ся[11]
- Музей фарфоровых пионов[12]

## Города-побратимы
Лоян является городом-побратимом следующих городов:
- Окаяма, префектура Окаяма, Япония — с 1981
- Тур, регион Центр, Франция — с 1982
- Сукагава, префектура Фукусима, Япония — с 1993
- Тольятти, Самарская область, Россия — с 2000
- Касихара, префектура Нара, Япония — с 2006
- Мяньян, провинция Сычуань, Китай — с 2009

## Отражение в языке
В китайском языке есть чэнъюй «в Лояне растут цены на бумагу» (кит. 洛阳纸贵), образное выражение для обозначения широкой распространённости, временной популярности литературного произведения. Он происходит из истории, повествуемой в главе «Описание литературного мира» (кит. 文苑传) в «Книге Цзинь». Согласно ей, после появления «Оды трём столицам» (кит. 三都赋) китайского писателя времён династии Цзинь Цзо Сы переписчиков этого произведения оказалось так много, что в Лояне выросли цены на бумагу.